# Corchaíto
Fermín Muñoz González - Corchado, apodado Corchaíto (El Viso de Los Pedroches, 11 de octubre de 1883-Cartagena (Murcia), 9 de agosto de 1914), fue un torero español.

## Biografía
Tras quedar huérfano, se trasladó de su ciudad natal a Córdoba (España) con 8 años. A los 16 mató su primer novillo en la localidad de Almodóvar del Río. Debutó como novillero en 1902 en las plazas de Palma del Río, La Carolina y Córdoba. Se presentó en la Plaza de toros de Madrid el 5 de abril de 1903 con toros de Biencinto, saliendo a hombros de la plaza. Debutó en Sevilla el 21 de junio de 1903 con novillos de Oyaola.
Tomó la alternativa el 8 de septiembre de 1907 en Madrid, siendo apadrinado por Vicente Pastor, actuando como testigo Rafael El Gallo, en la temporada de ese año toreó un total de 27 corridas de toros en España y México. El 25 de agosto de 1912 participó en la corrida que inauguró la Plaza de toros de Pozoblanco, junto con el torero sevillano Curro Martín Vázquez que fue contratado a última hora en sustitución de Manuel Rodríguez Manolete (padre), que había sufrido una cornada el día anterior en Bilbao.

## Cogida y muerte
Corchaíto falleció el 9 de agosto de 1914, tras ser cogido en la plaza de toros de Cartagena por el toro Distinguido de color retinto oscuro, perteneciente a la ganadería de Félix Gómez. La cornada se produjo en el momento de entrar a matar, el animal malherido tras una estocada delantera y atravesada, se fue hacia las tablas y se echó al lado de un caballo que había resultado muerto durante la lidia. Lo adecuado hubiera sido apuntillarlo, pero el torero en su deseo de agradar al público, ordenó a su cuadrilla que levantaran al toro para entrar a matar de nuevo, tras lo cual la res se arrancó en un último esfuerzo y corneó doblemente al torero. El parte médico describía las heridas de la siguiente forma: 

El diestro Corchaíto ha sufrido una herida en la región precordial, por el cuarto espacio intercostal, con fractura de la cuarta costilla, penetrando el asta en el corazón y otra herida en la región inguinal derecha, penetrando el asta en la cavidad del abdomen; las dos mortales de necesidad, profundísimas con boquete enorme.

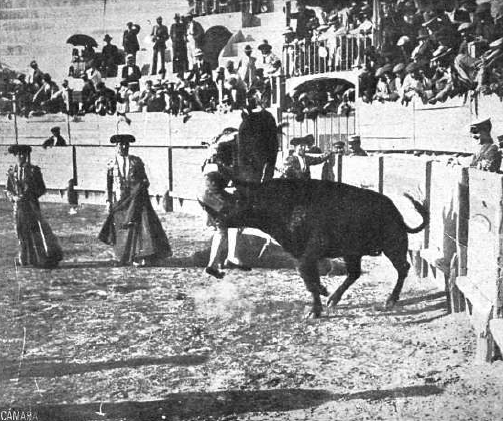
Cogida de Corchaíto tras ser embestido por el toro Distinguido
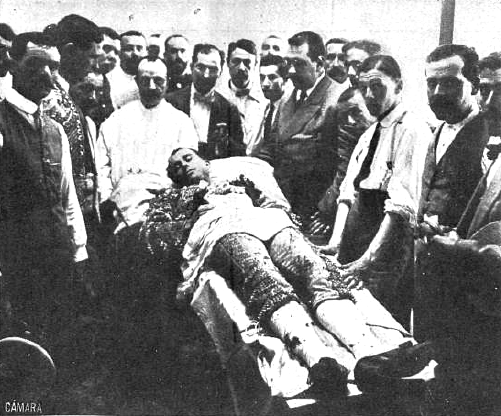
Cadáver de Corchaíto